# Litberg
Der Litberg in Sauensiek liegt im Nordwesten des gleichnamigen Landschaftsschutzgebiets und ist mit 65 m ü. NHN die höchste Erhebung im Landkreis Stade.

## Lage
Der Litberg liegt auf der Geest westlich der Harburger Berge etwa 2,5 km südlich von Beckdorf in der Gemeinde Sauensiek. Der Litberg ist ein mit Birken, Kiefern, Eichen und Erlen bedeckter, kleiner Hügel, der als eiszeitliche Moräne entstanden ist.
Zu erreichen ist der Litberg am besten vom Süden her von der Ortschaft Sauensiek oder vom Norden her mit Startpunkt Beckdorf bzw. dessen Ortsteil Goldbeck. Von Osten aus kann man ebenfalls in der Ortschaft Regesbostel starten.

### Aussichtsturm
Auf dem waldbestandenen Gipfel steht der 25 m hohe Aussichtsturm Turm auf dem Litberg, der einen Ausblick über die Geestlandschaft ermöglicht. Er wurde 2008 errichtet und 2009 in Gauß-Turm umbenannt. Bei klaren Sichtverhältnissen kann man am Horizont den Fernsehturm Hamburg sowie die Köhlbrandbrücke erkennen.

## Geschichte
Carl Friedrich Gauß vermaß ab 1821 das Königreich Hannover(Gaußsche Landesaufnahme). Dazu nutzte er die Erhebung des Litbergs, auf dem er einen Vermessungsturm aufstellte, um seine Ziele in Hamburg-Altona, Hohenhorn, Elmhorst (bei Visselhövede) und Zeven besser anpeilen zu können. 1991 wurde Gauß auf der Vorderseite des Zehnmarkscheins der Deutschen Bundesbank abgebildet, auf der Rückseite sein Sextant und ein Teil des Gradnetzes mit dem Litberg.

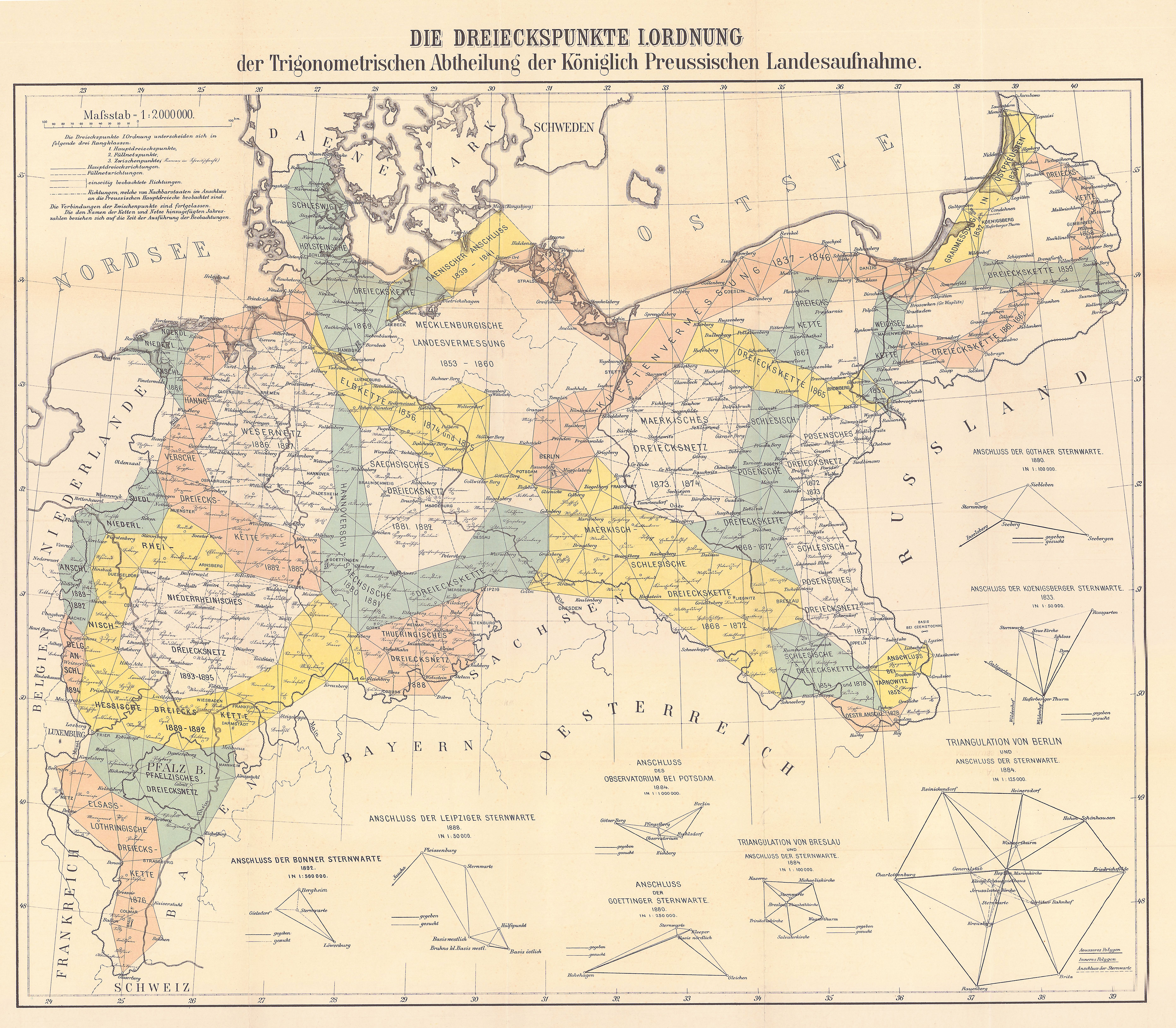
Der Litberg im Hauptdreiecksnetz mit Anschluss an die Triangulationspunkte Baursberg (Blankenese), Vahrendorf /Kiekeberg,  Wilseder Berg und Stade (Berlin, 1895)
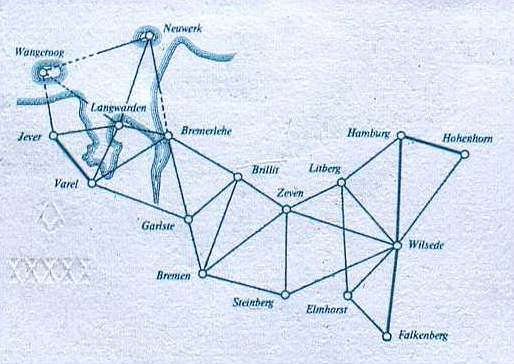
Teil des von Gauß erstellten Gradnetzes mit dem Litberg auf der Rückseite des Zehnmarkscheins von 1991

Mit der Verordnung zum Schutze von Landschaftsteilen in der Gemeinde Sauensiek vom 5. April 1939 wurde der Lietberg in Sauensiek dem Schutz des Reichsnaturschutzgesetzes unterstellt.
Von 1949 bis 1962 wurde hier im Tagebau Kies und Sand abgebaut. Dabei traten diverse Findlinge zutage. Das Gelände wurde nach Beendigung der Arbeiten wieder vollständig rekultiviert und der Natur überlassen, einige der Findlinge befinden sich nahe dem Turm und markieren den Gipfel. An einem von diesen ist ein Metallschild mit der Aufschrift Gauß-Turm 2009 angebracht.